# Sicherheitskonzept
Ein Sicherheitskonzept (Abkürzung SiKo) stellt im Allgemeinen eine Analyse möglicher Angriffs- und Schadenszenarien mit dem Ziel, ein definiertes Schutzniveau zu erreichen, dar. Unterschieden werden muss dabei die Sicherheit gegenüber böswilligen Angriffen (Security) und die Sicherheit gegenüber  menschlichem und technischem Versagen (Safety).
Allen Sicherheitskonzepten gemeinsam ist die strukturierte Vorgehensweise:
- Bestimmung des zu schützenden Objektes und der Schutzziele
- Analyse der Bedrohungen / Schadensszenarien / Gefahren
- Bewertung von Eintrittswahrscheinlichkeit und potentieller Schadensschwere sowie Ermittlung des Schadenserwartungswerts
- Entwicklung von Maßnahmen zur Reduzierung der Eintrittswahrscheinlichkeit/Schadenshöhe
- Planung von Maßnahmen und Bereitstellung von Mitteln zur Schadensbekämpfung und -eindämmung, wenn das Risiko schlagend wird
- Festlegung, Genehmigung und – falls nötig und möglich – versicherungstechnische Absicherung des akzeptablen Restrisikos

Auch ein ausgefeiltes Sicherheitskonzept ist nicht in der Lage, das Restrisiko komplett auszuschließen. Aus diesem Grund hat ein Krisen- und Katastrophenmanagement meist das Ziel, die Folgen für Leben und Sachwerte so gut wie möglich zu minimieren. Dies gehört zu einem umfassenden Sicherheitskonzept.

## Beispiele
- Informationstechnologie, siehe Informationssicherheit und Datenschutzkonzept
- Kernkraftwerke, siehe Reaktorsicherheit
- Rettungskräfte (Anzahl und Material) bei Veranstaltungen, siehe auch Maurer-Schema
- Zufahrtsschutzkonzept als Schutz vor „Überfahrtaten“ mittels mehrspuriger Fahrzeuge. Als Schutzmaßnahmen kommen mobile Sperren, fest eingebaute Sperren wie zum Beispiel absenkbare Poller oder aber städtebauliche Schutzlösungen infrage.[1]
- In Versammlungsstätten mit mehr als 5000 Besucherplätzen ist laut Versammlungsstättenverordnung vom Betreiber ein Sicherheitskonzept aufzustellen. Hierbei gibt es in den verschiedenen Bundesländern unterschiedliche Versammlungsstättenregelungen oder sie beziehen sich auf die Musterversammlungsstättenverordnung 2005. Gemäß der Gesetzgebung im Rahmen der Verkehrssicherungspflicht ist jedoch ständig eine Risikoanalyse in Zusammenhang mit einem Sicherheitskonzept zu erstellen
- In Versammlungsstätten hat zudem der Betreiber nach §43 MVStättV ein Sicherheitskonzept vorzulegen, wenn die Art der Veranstaltung es erfordert
- Für die Genehmigung von Großveranstaltungen nach § 31 Hamburgisches SOG.[2]
- Automobilindustrie, siehe Verkehrssicherheit und Verkehrssicherungswesen
- Personenschutz und Objektschutz
- Gebäudeabsicherung und Gefahrenanalyse mithilfe des SERATE-Konzepts

## Sicherheitskonzept für eine Veranstaltung
Nach §43 der Musterversammlungsstättenverordnung muss der Betreiber einer Versammlungsstätte ab 5000 Besuchern oder wenn es die Art der Veranstaltung erfordert, ein Sicherheitskonzept erstellen. Er kann dieses selbst erstellen oder eine befähigte Person damit beauftragen. Ein Sicherheitskonzept kann von der Polizei oder vom Ordnungsamt verlangt werden. Für das Konzept ist der Betreiber verantwortlich, in der Regel delegiert er dies jedoch auf den Veranstalter, der zunächst eine 1. Version vorlegt. Diese wird danach mit der Polizei, der Feuerwehr, dem Ordnungsamt und dem Rettungsdienst abgestimmt. Wenn kein Einvernehmen hergestellt wird, weil die Änderungswünsche zu umfangreich sind, muss eine 2. Version erstellt werden. Dieser Vorgang wiederholt sich, bis ein Einvernehmen mit allen Beteiligten hergestellt werden kann. Ab der 3. Version übernimmt jedoch die Genehmigungsbehörde die Koordination des weiteren Abstimmungsprozesses. Die Einhaltung des danach abgestimmten Sicherheitskonzepts kann als Auflage die Erlaubnis, welche als Bescheid erteilt wird, aufgenommen werden.
Nach § 31 IV 1 Hamburgisches SOG muss der Veranstalter einer Großveranstaltung ein mit den zuständigen Sicherheitsbehörden abgestimmtes Sicherheitskonzept entsprechend den Anforderungen des § 43 II 2 VStättVO aufstellen. Nähere Regelungen zu Inhalt und Verfahren der Erstellung des Sicherheitskonzepts werden in der VO zur Durchführung des § 31 HmbSOG detailliert geregelt. Gemäß § 1 II 1–3 der VO zur Durchführung des § 31 HmbSOG trägt das Sicherheitskonzept „dazu bei, dass die öffentliche Ordnung und Sicherheit, insbesondere das Leben und die Gesundheit der an der Veranstaltung teilnehmenden Personen nicht gefährdet werden. Dabei sind Gefährdungssituationen wie Überfüllung, wetterbedingte und witterungsbedingte Störungen, Umweltgefahren, Störungen durch Besucherverhalten, Beeinträchtigung von Verkehrswegen, technische Störungen, Brandgefahren, Gewaltpotenziale, Störungen durch Gegenveranstaltungen sowie Gefahren, die sich aus sonstigen besonderen Lagen ergeben, zu berücksichtigen. Das Sicherheitskonzept muss nachvollziehbar darstellen, ob und welche Gefahren im Zusammenhang mit den folgenden Aspekten bei der Veranstaltung zu erwarten sind, und die geplanten vorbeugenden und abwehrenden Sicherheitsmaßnahmen zum Schutz der die Veranstaltung besuchenden Personen und der Veranstaltungsumgebung erkennen lassen.“

### Inhalt
Folgende Ausführungen muss ein Sicherheitskonzept mindestens enthalten:
- Allgemeines: Angaben zur Version und zum Verfasser
- Angaben zur Veranstaltung
- Veranstaltungsort und -flächen
- Öffnungs-, Ausschank-, Veranstaltungszeiten
- Verantwortliche Personen und Veranstaltungsleitung
- Sicherheitsordnungsdienst der Veranstaltung
- Leiter des Sanitätsdienstes
- Verantwortlicher Veranstaltungstechniker
- Sicherheits- und Koordinierungskreis mit den handelnden Personen und den konkreten Aufgaben sowie dem Zeitpunkt der Einberufung
- Kommunikationsliste mit Ansprechpartnern
- Flucht- und Rettungswege mit rechnerischem Nachweis
- Höchstbesucherzahl
- Bestuhlung und Aufbau
- Abschrankung von Stehplätzen vor Szenenflächen
- Raumplanung
- Orientierungsmöglichkeiten: markante Punkte
- Abstandsflächen zwischen Aufbauten oder Gebäuden
- Notfallplanung
- Brandschutz und Brandsicherheitswache

Dabei sind die Vorgaben der Gesetze und der Beteiligten zu beachten. Einige Städte haben Muster veröffentlicht.
Ein Terrorabwehrkonzept für eine Großveranstaltung kann von einem Veranstalter nur dann verlangt werden, wenn eine explizite gesetzliche Ermächtigungsgrundlage hierfür existiert. Diese fehlt aber bisher etwa in § 31 Hamburgisches SOG (Genehmigung von Großveranstaltungen).

### Anlagen
Die Genehmigungsbehörde kann zusätzliche Anlagen verlangen:
- ein Brandschutzkonzept
- ein Sanitätsdienstkonzept
- ein Ordnungsdienstkonzept
- ein Bühnenkonzept
- ein Verkehrskonzept
- ein Kommunikationskonzept
- ein Alarmierungskonzept
- ein Räumungskonzept
- ein Überfüllungskonzept[5]